# Attack!
Attack! (pt: Ataque / br: Morte sem Glória) é um filme estadunidense de 1956, do gênero guerra, realizado por Robert Aldrich, com filmagens de Joseph Biroc e argumento de James Poe segundo uma peça de teatro de Norman Brooks.
É um filme de guerra medonho que se concentra sobre a "guerra" entre o herói e o covarde, com interpretação brilhante dos actores.

## Sinopse
Nos últimos dias da segunda guerra mundial, o tenente Joe Costa não só luta contra os alemães, mas também disputa com o capitão Erskine Cooney, seu superior covarde, que o abandonou durante a ocupação duma aldeia pequena nas Ardenas.

## Elenco
- Jack Palance: tenente Joe Costa.
- Eddie Albert: capitão Erskine Cooney.
- Lee Marvin: tenente-coronel Clyde Bartlett.
- Robert Strauss: Bernstein.
- Richard Jaeckel: Snowden.
- Buddy Ebsen: Tolliver.
- Jon Shepodd: capelão John Jackson.

## Prêmios e indicações
- Festival de Veneza (Itália)
- Recebeu o prêmio dos críticos de cinema italianos.
- Indicado ao Leão de Ouro